# Mecistum abdominale
Mecistum abdominale är en stekelart som beskrevs av Henry Keith Townes, Jr. 1970. Mecistum abdominale ingår i släktet Mecistum och familjen brokparasitsteklar. Inga underarter finns listade i Catalogue of Life.